# Sobór Świętej Trójcy w Jekaterynburgu

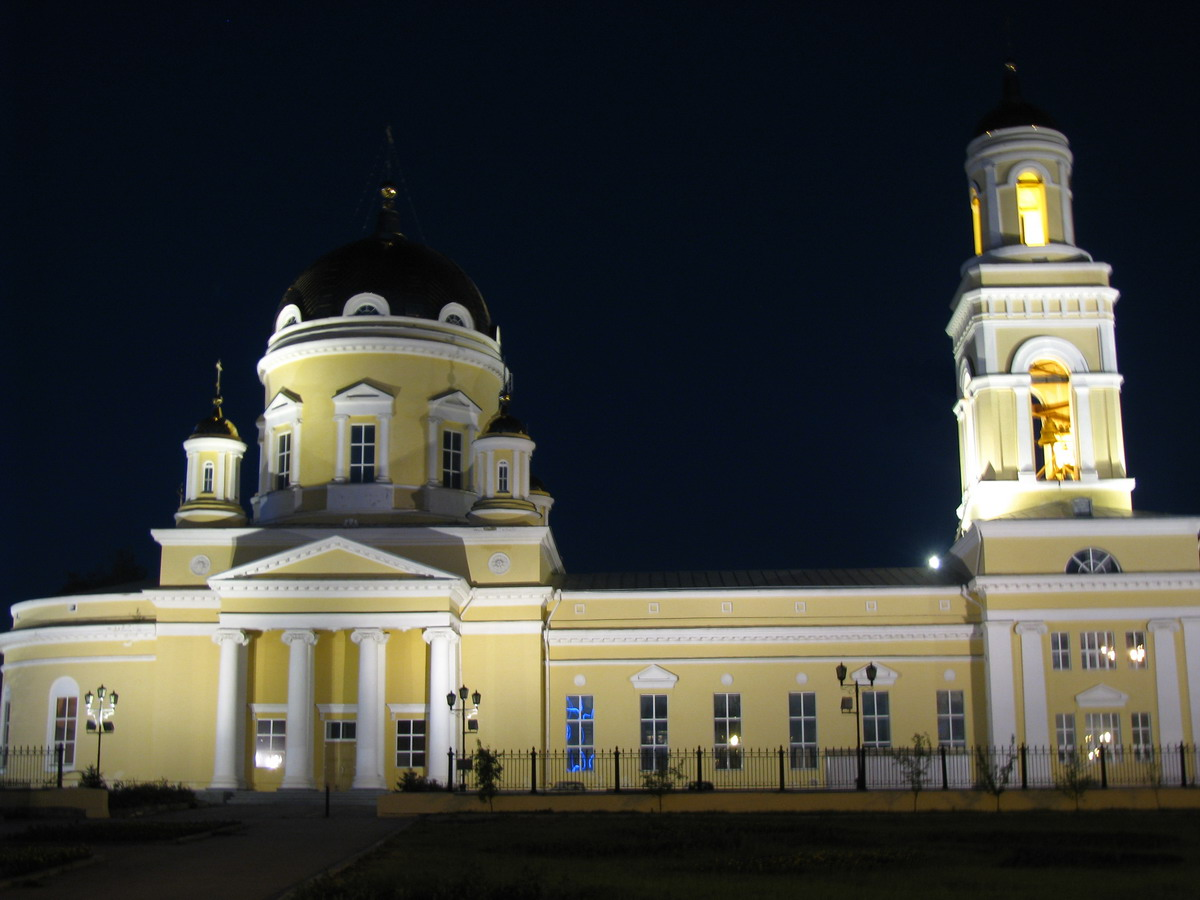
Widok w nocy

Sobór Świętej Trójcy (ros. Свято-Троицкий кафедральный собор), znany wcześniej jako cerkiew Świętej Trójcy Jednowierców (ros. Свято-Троицкая единоверческая церковь), a także jako cerkiew Riazanowska (ros. Рязановская церковь) – jeden z prawosławnych soborów w Jekaterynburgu. Wzniesiony w latach 1818–1839. Główna świątynia eparchii jekaterynburskiej.

## Historia
Początki budowy jekaterynburskiego soboru Świętej Trójcy związane są z Jakimem Riazanowem, który w 1818 przeznaczył środki na budowę nowego obiektu sakralnego w mieście, a także aż do swojej śmierci osobiście miał się angażować w powstanie świątyni. Riazanow był jednym z najbogatszych kupców w ówczesnym Jekaterynburgu oraz wpływowym członkiem społeczności staroobrzędowców. Pierwotnie świątynia miała być właśnie obiektem kultu starowierców, ale lokalne władze Rosyjskiego Kościoła Prawosławnego przez wiele lat najpierw blokowały jej budowę, a następnie oddanie do użytku. Jeszcze w 1810 przygotowano pierwsze plany obiektu oraz kamień węgielny pod jego budowę. Główny architekt świątyni nie jest znany. Niektórzy badacze przypisują autorstwo projektu Michaiłowi Małachowowi, który był głównym architektem innych jekaterynburskich budowli, m.in. soboru św. Aleksandra Newskiego oraz Pałacu Rastorgujewa-Charitonowa.
Pierwszy budynek był gotowy już w 1824, ale nabożeństwa starowierców nie mogły się rozpocząć, gdyż Cerkiew prawosławna nie wyraziła zgody na umieszczenie na kopule potężnego krzyża. Riazanow zaapelował do imperatora Aleksandra I, który ostatecznie wyraził zgodę na umieszczenie krzyża. Jak się jednak okazało lokalne uwarunkowania znaczyć miały więcej niż decyzje zapadające w Petersburgu, bowiem miejsce kultu dla starowierców – mimo kolejnych petycji składanych w różnych ministerstwach i u Świątobliwego Synodu Rządzącego – nigdy nie zostało uruchomione. W 1838 Riazanow zawarł porozumienie z hierarchią Rosyjskiej Cerkwi, w wyniku którego stał się jednowiercą, co umożliwić miało wreszcie oddanie świątyni do użytku liturgicznego. 12 listopada 1839 konsekrowano południową kaplicę poświęconą św. Janowi Chryzostomowi, a 13 października 1849 północną – dedykowaną św. Mikołajowi Cudotwórcy. Riazanow zmarł w 1849, a w 13 maja 1852 główna świątynia została konsekrowana. W 1854 ukończono budowę wieży, której wysokość wynosiła 37,3 metrów. Budynek cerkwi zaprojektowany był w stylu późnego klasycyzmu, z wejściem ozdobionym kolumnadą oraz kopułą. Cerkiew dysponowała łącznie dziesięcioma dzwonami. W jej wnętrzu znajdował się pięciorzędowy ikonostas o długości 16,3 metrów i wysokości 13,5 metrów. Natomiast w kaplicach mieściły się dwa dwurzędowe ikonostasy. Szczególnym kultem cieszyły się kopia Kazańskiej Ikony Matki Bożej, która dekorowana była koroną wykonaną ze szczerego złota i 132 diamentami oraz bogato zdobiona ikona św. Mikołaja. W świątyni przechowywano relikwie św. Jana Chrzciciela, św. Szczepana, św. Jakuba Persa oraz św. Merkuriusza Smoleńskiego. 
Około 1900 parafia działająca przy cerkwi liczyła około tysiąca wiernych, a od 1849 funkcjonowała tu także szkoła jednowierców. Przewrót bolszewicki i nastanie nowej władzy sowieckiej doprowadzić miało w krótkim czasie do upadku świątyni. Jeszcze w 1922 w czasie wielkiej akcji konfiskowania majątku z cerkwi Riazanowskiego zabrano naczynia liturgiczne oraz inne przedmioty z cennych kruszców, łącznie ok. 174,4 kilogramów srebra. Skonfiskowano także bogato zdobioną kopię Kazańskiej Ikony Matki Bożej. W 1930 decyzją Rady Miejskiej Swierdłowska świątynia została zamknięta. Znajdujący się tu ikonostas został przeniesiony do cerkwi Wszystkich Świętych. Wkrótce wyburzono dzwonnicę oraz przebudowano kopułę. Wnętrza podzielono na kilka pięter, by lepiej dostosować je do nowych funkcji. Tego samego roku budynek przekazano jednemu ze swierdłowskich klubów automobilowych. Przez następne dziesięciolecia przeznaczenie dawnej cerkwi Świętej Trójcy często ulegało zmianie, a w jej murach mieściły się m.in. kino, fabryka odzieżowa, dom kultury oraz dyskoteka.

## Sobór obecnie
Po rozpadzie Związku Sowieckiego w 1991 rozpoczęły się starania o przejęcie dawnej świątyni przez Rosyjski Kościół Prawosławny. Doszło do tego w 1996 i od razu rozpoczęła się renowacja dawnej cerkwi Riazanowskiego. W 1997 powiększono apsydę świątyni, a w 2000 r. odbudowano zniszczoną przez władze bolszewickie wieżę. 24 września 2000 sobór Świętej Trójcy w Jekaterynburgu został ponownie konsekrowany. Uroczystościom liturgicznym przewodniczył patriarcha moskiewski i całej Rusi Aleksy II. Wspomniany oryginalny ikonostas z cerkwi Riazanowskiej uległ w czasach sowieckich zniszczeniu. Nie zachowały się żadne fotografie ani plany oryginalnego ikonostasu, nie był on więc możliwy do odtworzenia przy renowacji świątyni. Na potrzeby odnowionego soboru stworzono zupełnie nowy, trzyrzędowy ikonostas. Zawiera on 14 ikon, w tym m.in. ikonę cierpiętnika carskiego imperatora Mikołaja II Romanowa. Ozdobiony został przy użyciu pochodzących z ziemi uralskiej kamieni szlachetnych i minerałów.
Od 25 do 27 października 2011 w jekaterynburskim soborze Świętej Trójcy wystawiono na widok publiczny jedną z najcenniejszych relikwii prawosławia – pas Najświętszej Maryi Panny, który odbywał wówczas peregrynację po Federacji Rosyjskiej. Dziesiątki tysięcy ludzi, nie tylko z Jekaterynburga i obwodu swierdłowskiego, ale także z obwodów tiumeńskiego i czelabińskiego oddały hołd relikwii. Przeciętny czas oczekiwania w kolejce wynosił od 4 do 7 godzin.
Sobór Świętej Trójcy jest jednym z centrów rosyjskiego prawosławia w Jekaterynburgu. Od 2000 jest to główna świątynia eparchii jekaterynburskiej i wierchoturskiej. Wcześniej status ten posiadał sobór św. Jana Chrzciciela, który stał się konkatedrą. Przy soborze prowadzona jest także działalność edukacyjno-charytatywna. Oprócz szkoły niedzielnej dla dzieci od 2005 funkcjonuje tu także szkoła niedzielna dla dorosłych, która w czasie rocznego kursu przybliża wiernym dzieje i teologię rosyjskiego prawosławia. Prowadzone są także kursy biblijne. Od 2004, w każdą niedzielę, możliwe jest zwiedzanie soboru z profesjonalnym przewodnikiem, podczas którego przybliżana jest jego historia, prezentowane są ikony, a także istnieje możliwość wejścia na dzwonnicę.

## Galeria

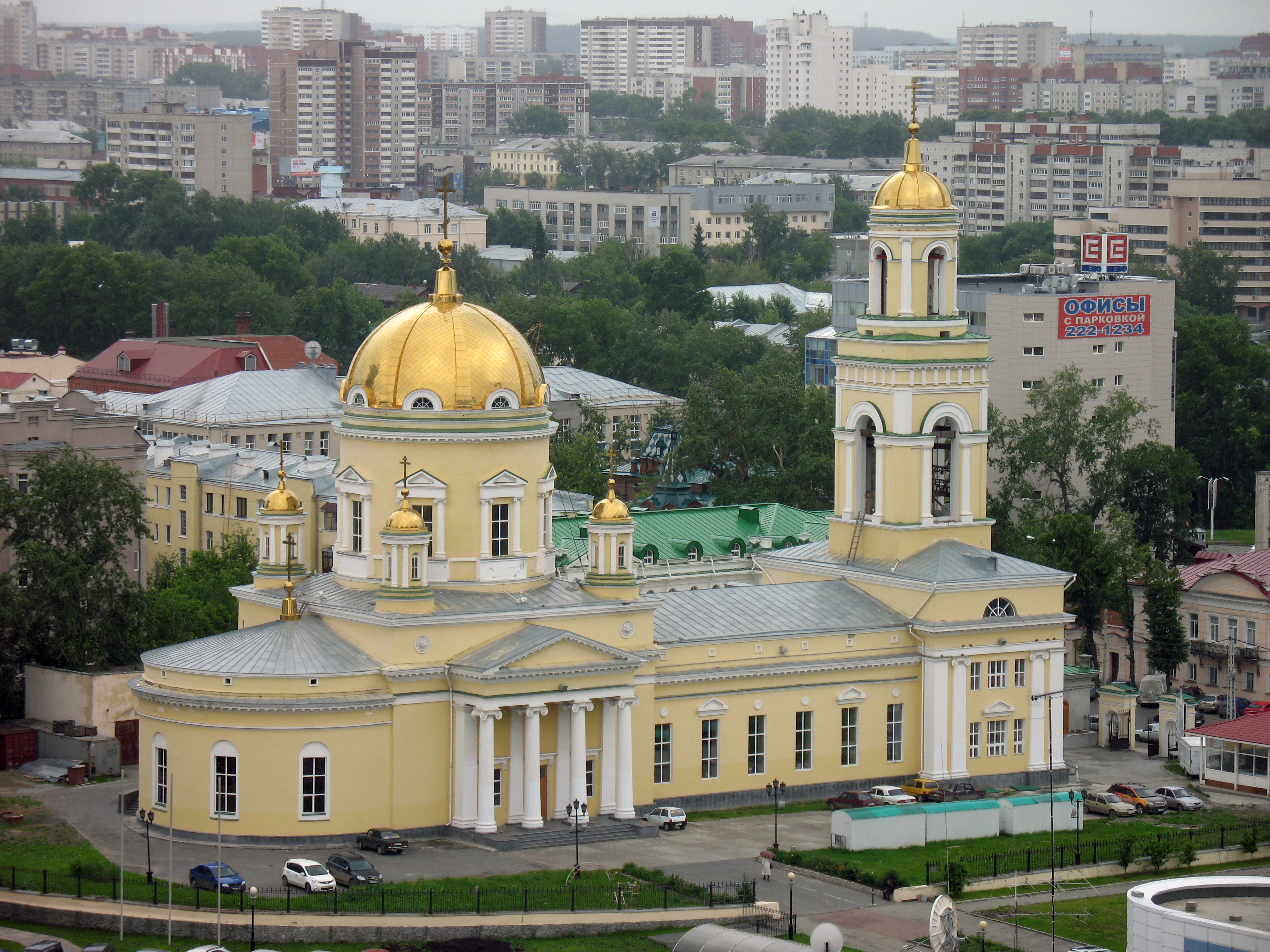
Widok na apsydę
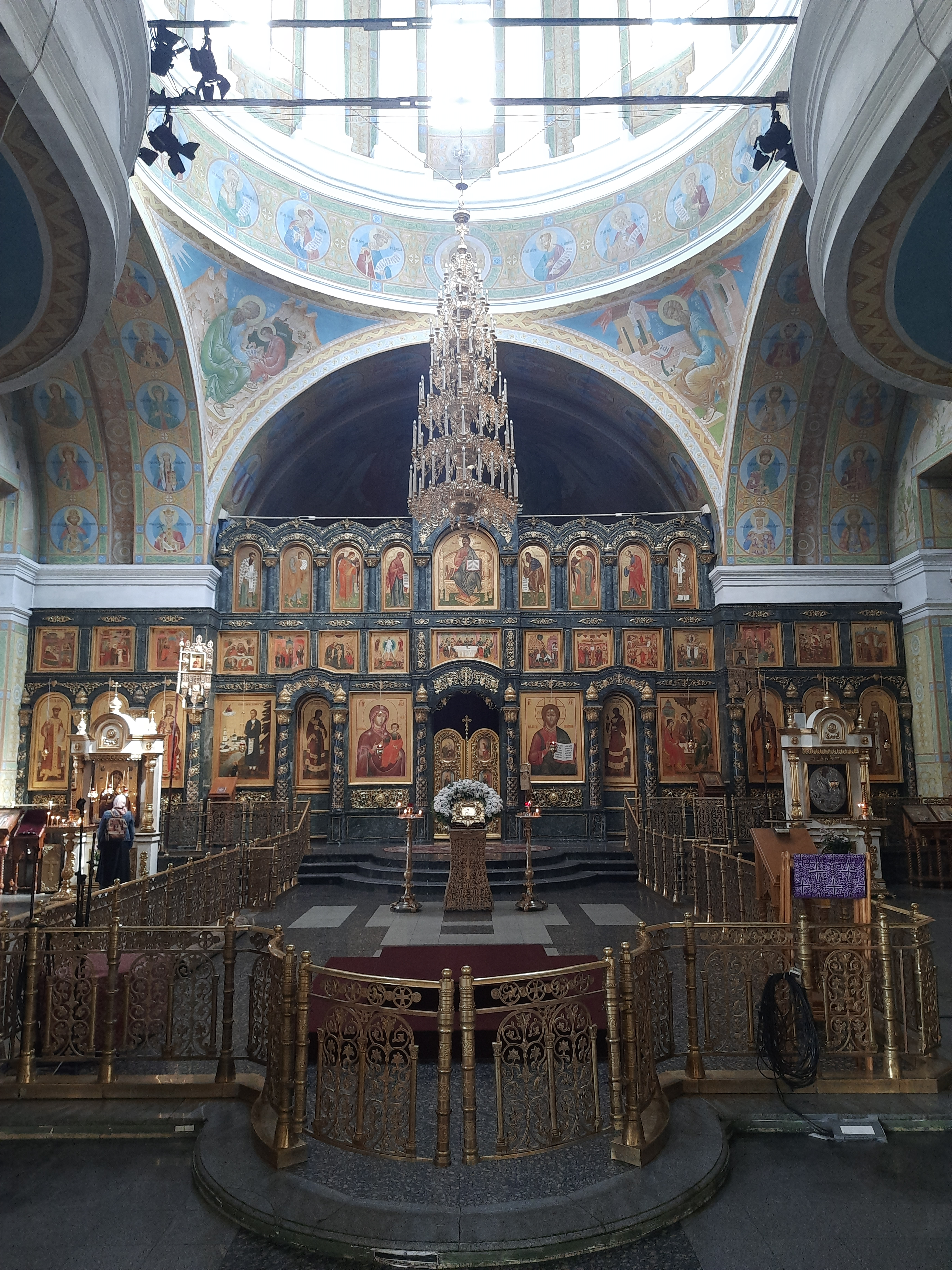
Ikonostas